# Franciszek z Asyżu

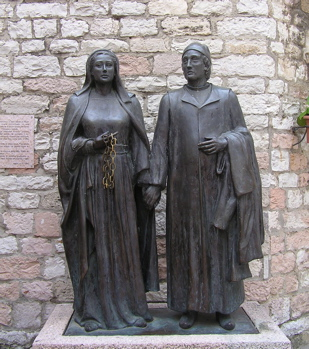
Pomnik rodziców Franciszka w Asyżu

Franciszek z Asyżu, właśc. wł. Giovanni di Pietro di Bernardone, znany także jako Francesco Bernardone i Biedaczyna z Asyżu (ur. w 1181 albo 1182 w Asyżu, zm. 3 października 1226 w Porcjunkuli) – założyciel zakonu franciszkanów, a pośrednio także klarysek i tercjarzy, misjonarz, mistyk średniowieczny, stygmatyk, święty Kościoła katolickiego.
Pochodził z umbryjskiej rodziny kupieckiej. Pracował w sklepie swojego ojca i brał udział w wojnie między Asyżem a Perugią. W 1205 roku przeżył nawrócenie i postanowił oddać wszystko, co posiada, wyrzec się rodziny i prowadzić ubogie życie. Osiadł w kościele św. Damiana i posługiwał trędowatym. Postanowił nie wstępować do klasztoru, ale prowadzić życie świeckiego pokutnika. Trzy lata później dołączyli do niego kolejni bracia, z którymi zamieszkał w Porcjunkuli. Gdy w 1209 roku uzyskał zgodę papieża na prowadzenie życia w ubóstwie, wspólnota minorycka zaczęła się powiększać.
W 1210 roku zorganizował klasztor dla Klary z Asyżu, gdzie powstał klauzurowy zakon klarysek. Po obradach IV soboru laterańskiego zaczął kształtować się Zakon Braci Mniejszych. W 1218 roku Franciszek udał się do Egiptu, gdzie spotkał się z sułtanem Al-Kamilem, usiłując przekonać go do porzucenia islamu i przejścia na chrześcijaństwo. Po powrocie do Asyżu zrezygnował z kierowania zakonem i skupił się na pisaniu reguły zakonnej, która została zatwierdzona w 1223 roku. Wkrótce potem stan jego zdrowia zaczął się pogarszać – przewlekła choroba oczu i długotrwałe gorączki zmusiły go do powrotu do Porcjunkuli, gdzie zmarł.

## Życiorys

### Dzieciństwo i młodość
Franciszek urodził się w 1181 albo 1182 roku w Asyżu jako Giovanni Bernardone (imię wybrane przez matkę). Został ochrzczony 28 marca 1182 roku. Jego ojciec, Pietro Bernardone, po powrocie z Francji zmienił synowi imię na Francesco. Zmiana była spowodowana uwielbieniem Pietra dla Francji (w ówczesnym języku włoskim słowo Francesco oznaczało Francuz). Bernardone był bogatym kupcem, zajmującym się handlem drogimi tkaninami. Zmarł najprawdopodobniej przed rokiem 1215. Matką Franciszka była Pika (imię to bywa kwestionowane), która miała rzekomo pochodzić z Prowansji. Zmarła prawdopodobnie przed 1211 rokiem. Francesco miał brata imieniem Angelo, który w przyszłości przybrał matronimiczne nazwisko Angelo di Pica. Przyszły święty odebrał wykształcenie w szkole przy szpitalu San Giorgio. Znał w podstawowym zakresie języki łaciński i prowansalski. Około 1195 roku zaczął pracować u ojca. Pomagał w prowadzeniu rodzinnego interesu, a czas wolny przeznaczał na uczty i zabawy, zyskując wśród miejscowych opinię utracjusza.
Po pewnym czasie postanowił zostać rycerzem i zaciągnął się wraz z przyjaciółmi do armii komuny miejskiej. Ponieważ był majętny i posiadał konia, najprawdopodobniej nie służył w piechocie. W 1202 roku wziął udział w bitwie pod Collestrada pomiędzy stronnikami papieża (Perugia) a cesarza (Asyż). Bitwa zakończyła się klęską wojsk asyskich, a Franciszek został pojmany i osadzony w więzieniu perugijskim. Ponieważ był zamożny, osadzono go w celi razem ze szlachcicami, a nie ze zwykłymi żołnierzami. W trakcie pobytu w więzieniu poważnie zachorował, a ponadto załamał się psychicznie. Został uwolniony między 1203 a 1204 rokiem i powrócił do Asyżu. W domu pozostawał przez około osiemnaście miesięcy, lecząc się w tym czasie z chorób nabytych w więzieniu. W 1205 roku postanowił udać się do Apulii do hrabiego Gentilisa, aby zaciągnąć się do armii papieskiej. Wyposażył się w nową zbroję, lecz tuż przed wyjazdem oddał ją innemu żołnierzowi, którego nie było na nią stać. Następnie wyruszył w drogę, lecz po dotarciu do Spoleto zrezygnował z dalszej wyprawy. Według tradycji miał tam sen, którego konsekwencją był pierwszy etap nawrócenia. W drodze powrotnej zatrzymał się w Foligno, gdzie sprzedał całe swoje wyposażenie rycerskie, a następnie pieszo udał się do Asyżu. Tuż przed przybyciem do miasta przenocował w ruinach kościoła San Damiano.

### Kryzys i nawrócenie
Po powrocie do miasta stracił zainteresowanie uczestnictwem w zabawach, wojnach oraz pracą u ojca. Wkrótce potem zaczął rozdawać jałmużnę biednym, a gdy nie miał już nic do oddania – ofiarował im swoje odzienie. Ponadto wynosił z domu nadwyżki jedzenia, które rozdawał potrzebującym. Następnie udał się na pielgrzymkę do Rzymu, gdzie złożył dużą ofiarę przy grobowcu św. Piotra. Po powrocie do Asyżu odwiedził leprozorium i oddał jałmużnę trędowatym, każdego całując w rękę. Za radą Gwidona, biskupa Asyżu, udał się do jaskini, przebywając dłuższy czas w odosobnieniu (towarzyszył mu jeden człowiek, lecz jego imię nie zachowało się w źródłach). Pod koniec 1205 roku na stałe wyprowadził się z domu rodzinnego i zamieszkał w kościele św. Damiana, gdzie codziennie odmawiał modlitwy i praktykował pokutę. Według tradycji podczas jednej z modlitw miał usłyszeć głos dobiegający z krucyfiksu: „Franciszku, czyż nie widzisz, że ten dom mój chyli się ku upadkowi? Idź więc i napraw mi go!”. Postanowił wówczas odbudować kościół, który był zrujnowany. Poprosił także miejscowego księdza, by zawsze paliła się tam lampa oliwna.
W celu odbudowy kościoła Franciszek wrócił do domu, wziął cenne tkaniny i wywiózł do Foligno, gdzie je sprzedał. Uzyskane pieniądze przekazał na renowację, wręczając je księdzu, który jednak nie chciał ich przyjąć, obawiając się gniewu Piotra Bernardonego. Wkrótce potem ojciec Franciszka zaczął poszukiwać syna, a kiedy po miesiącu udało mu się go znaleźć, zabrał go do domu. Przez kilka dni Piotr usiłował przekonać syna, by powrócił do pracy i przestał prowadzić ubogie życie. Nie przyniosło to efektu, a Franciszek z pomocą matki Piki uciekł z domu i powrócił do kościoła San Damiano. Gdy ojciec Franciszka się o tym dowiedział, postanowił wytoczyć synowi proces przed radą miejską (która łączyła władzę ustawodawczą i sądowniczą). Miał zamiar pozbawić go posagu po Pice, podejrzewając syna o niepoczytalność. Gdy goniec przybył z wezwaniem do Franciszka, ten oznajmił, że jako pokutnik jest osobą duchowną i podlega jurysdykcji kościelnej. Piotr Bernardone złożył zatem skargę w sądzie biskupim, na którego posiedzenie Franciszek przybył. Biskup Gwidon nakazał Franciszkowi oddanie ojcu wszystkich pieniędzy, na co ten drugi przystał. Ponadto zdjął także swoje szaty i, stojąc nago, oznajmił, że wyrzeka się bycia synem Bernardonego i odtąd jedynym ojcem dla niego będzie Bóg. Następnie obaj rozeszli się, a Franciszek wkrótce potem wyruszył w podróż, podczas której został napadnięty, dotkliwie pobity i odarty z szat. Rannemu udało się dotrzeć do klasztoru San Verecondo w Vallingengo. Po otrzymaniu pomocy udał się do Gubbio, gdzie posługiwał wśród trędowatych. Według legendy miał tam zawrzeć umowę z wilkiem, który przestał atakować mieszkańców.
Franciszek podjął wówczas decyzję, że nie chce przyjmować święceń kapłańskich ani wstępować do klasztoru. Pozostając w stanie świeckim, przyodział się w strój eremity: zgrzebną tunikę, rzemienny pasek i sandały. Jego celem była odbudowa kościoła św. Damiana i w tym celu zbierał jałmużnę, za którą kupował niezbędne materiały. W pewnym momencie, pod wpływem słuchania fragmentu Ewangelii Mateusza, jeszcze bardziej zubożył swój strój, zamieniając tunikę na szorstkie sukno, a rzemień na powróz, rezygnując również z sandałów.

### Pierwsi towarzysze
W 1208 roku do Franciszka dołączyło dwóch innych mężczyzn: Bernardo di Quintavalle i ksiądz Pietro Cattani. Ponieważ, w zamierzeniu Biedaczyny, do braci od pokuty mogli dołączać świeccy, postanowił on udać się do kościoła św. Mikołaja, gdzie 16 kwietnia 1208 roku poprosił miejscowego księdza, aby dał mu wskazówkę, co należy czynić. Wykorzystując metodę sortes biblicae, Franciszek postanowił przyjąć obu mężczyzn. Ponieważ nie mieli przypisanego domu zakonnego, zamieszkali w chatce obok Porcjunkuli (którą Franciszek także naprawił). Wkrótce potem dołączyli do nich dwaj kolejni bracia: Idzi i ksiądz Sylwester z kościoła San Damiano. Ponieważ wszyscy pochodzili z Asyżu, postanowili udać się w pierwszą podróż poza miasto, aby przynaglać do pokuty. Franciszek z Idzim udali się do Marchii Ankońskiej, a pozostali bracia w inne miejsce (w źródłach nie zachowała się informacja, dokąd). W trakcie drugiej podróży Bernard udał się do Florencji. W międzyczasie do wspólnoty dołączyli trzej następni bracia: Sabbatino, Morico i Giovanni de Capella.

### Podróż do Rzymu
Franciszek uważał, że prowadzenie wspólnoty musi zostać zatwierdzone przez władze kościelne. Wobec nieobecności biskupa Gwidona postanowił udać się do Rzymu, by wystarać się o audiencję u papieża. Zawczasu opracował tekst pierwszej reguły, który nie zachował się w źródłach. Jeszcze przed wyruszeniem w drogę poprosił braci, aby wybrali na przywódcę kogoś innego niż on. Nowym liderem został Bernardo di Quintavalle. Wiosną 1210 roku wyruszyli do Rzymu, gdzie spotkali na Lateranie Gwidona, który był niezadowolony z faktu, że minoryci chcą omówić z papieżem kwestię reguły zakonnej. Ostatecznie biskup dał się przekonać i dzięki jego protekcji doszło do spotkania z kardynałem Giovannim di San Paolo, który zalecił Franciszkowi, aby dołączył do któregoś z istniejących zakonów. Asyżanie przez kilka dni usiłowali przekonać kardynała do swoich racji, co przyniosło pewien skutek – Giovanni di San Paolo zorganizował im spotkanie z papieżem. Wizyta Franciszka u Innocentego III obfituje w wiele legend, których prawdziwość jest wątpliwa. Papież ustnie zatwierdził minorycki sposób życia i udzielił pokutnikom błogosławieństwa. Kardynał di San Paolo został protektorem pokutników i polecił im przyjęcie tonsury na znak przynależności do stanu zakonnego. Następnie bracia odwiedzili grób Piotra Apostoła i wyruszyli w podróż powrotną. Gdy zbliżali się do Asyżu, Franciszek postanowił, że osiedlą się w Rivotorto, nieopodal leprozorium św. Łazarza (wł. San Lazzaro).

### Porcjunkula
Bracia zamieszkali w Rivotorto, ale gdy wspólnota zaczęła się powiększać, brakowało tam miejsca, a ponadto nie było w pobliżu kościoła (gdzie chcieli odmawiać liturgię godzin). Wobec tego Franciszek udał się do biskupa z prośbą o przydzielenie im nowego miejsca, jednak Gwidon odmówił, twierdząc, że nie dysponuje żadnym. Tę samą odpowiedź Biedaczyna usłyszał w kapitule katedralnej San Rufino. Wówczas udał się do mnichów benedyktyńskich na Monte Subasio, gdzie opat przydzielił pokutnikom zniszczoną kaplicę Santa Maria degli Angeli, w Porcjunkuli, niedaleko leprozorium San Salvatore delle Pareti. Aby uniknąć przejęcia własności kościoła na podstawie prawa o trzydziestoletnim zasiedzeniu, opat umówił się z Franciszkiem na symboliczną opłatę w wysokości jednego kosza ryb rocznie. Benedyktyni ofiarowali w zamian dar jednego dzbana oliwy. Minoryci przenieśli się tam wiosną 1210 roku, przekazując chatę w Rivotorto trędowatym.
W Porcjunkuli zbudowali sobie cele wokół ruin kościoła, w którym odmawiali modlitwy. Wkrótce potem dołączył do nich ksiądz Sylwester, który kiedyś sprzedawał Franciszkowi kamienie na remont kościoła św. Damiana. Do wspólnoty dołączyli także kolejni bracia: Jan, Filip, Masseo, a także Jałowiec, Rufin i Leon. W tym czasie podejmowali także kolejne wyprawy poza Asyż, jednak często spotykali się z nieufnością i podejrzliwością. W 1211 roku Franciszek podjął pierwszą próbę pielgrzymki do Ziemi Świętej, w towarzystwie jednego z braci. Z powodu sztormu statek był zmuszony wpłynąć do portu w Dalmacji. Nie mogąc znaleźć żadnego okrętu zmierzającego na wschód, mnisi wkradli się na statek płynący do Ankony i ostatecznie powrócili do Porcjunkuli.

### Dołączenie Klary
Około 1210 roku brat Rufin poinformował Franciszka, że jego kuzynka, pochodząca z wyższych sfer Klara di Favarone di Offreduccio, chciałaby dołączyć do pokutników. Dziewczyna w tajemnicy przed swoimi rodzicami spotkała się z Biedaczyną, a w spotkaniu uczestniczyli także brat Filip oraz przyjaciółka Favarone – Bona z Guelfuccio. W Niedzielę Palmową 18 marca 1212 roku Klara uczestniczyła we mszy, a nocą postanowiła uciec z domu i przyłączyć się do minorytów. Razem ze swoją siostrą Pacyfiką udała się do Porcjunkuli, gdzie Franciszek ściął jej włosy i nałożył habit z welonem. Następnie Klara złożyła śluby posłuszeństwa Franciszkowi, a ten zakwaterował ją tymczasowo u benedyktynek w kościele św. Pawła w Bastii. Jej rodzina odnalazła ją w klasztorze, robiąc jej wyrzuty, lecz dziewczyna, okazując ogoloną głowę, dała do zrozumienia, że nie zmieni decyzji. Po kilku dniach Franciszek przeniósł Klarę do innego kościoła benedyktynek – św. Anioła di Panzo. Tam dołączyła także siostra Klary – Agnieszka, a Franciszek dokonał jej obłóczyn. Po pewnym czasie do żeńskiej wspólnoty zaczęły dołączać kolejne kobiety (między innymi matka Klary – Ortolana), więc Biedaczyna przeniósł je do kościoła św. Damiana, który kiedyś odnowił. Przygotował także dla nich zasady życia, które stały się podstawą dla klauzurowego zakonu klarysek.

### Kształtowanie zakonu
Pod koniec 1212 albo 1213 roku, Franciszek ponownie postanowił wybrać się do Afryki. Chciał dostać się do Maroka, aby nauczać na dworze kalifa Muhammada an-Nasira. Plan ten się nie powiódł, ponieważ asyżanin poważnie zachorował i musiał wrócić do rodzinnego miasta. 8 maja 1213 roku otrzymał od hrabiego Orlanda z Chiusi apenińską górę La Verna. W tym czasie bracia byli jeszcze zwani „pokutnikami z Asyżu” lub „mniejszymi ubogimi”. Nazwa „Zakon Braci Mniejszych” zaczęła funkcjonować powszechnie w 1216 roku. W owym czasie narodził się także zwyczaj odbywania dorocznej kapituły w Asyżu, zwoływanej dla ujednolicenia życia wspólnotowego. Było to efektem postanowień soboru laterańskiego IV. Według legend Franciszek miał brać udział w soborze i spotkać tam Dominika Guzmána, jednak nie ma na to historycznych dowodów.
W przeciągu kilku lat zmarło trzech dostojników kościelnych, którzy sprzyjali minorytom: biskup Gwidon (ok. 1212 roku), kardynał Giovanni di San Paolo (ok. 1214 roku) i papież Innocenty III (w 1216 roku). Następcą na Tronie Piotrowym został Honoriusz III, a opiekunem Zakonu Braci Mniejszych – Hugolin z Ostii. Ponieważ wspólnota się rozrastała, w połowie lat 10. XIII wieku zaczęła się kształtować włoska prowincja zakonu, a w 1217 roku rozpoczęto wysyłanie braci mniejszych do Ziemi Świętej, Anglii, Niemiec, Francji i Węgier. Na Bliski Wschód udała się grupa braci pod przewodnictwem Eliasza Bonbaronego. Franciszek z księdzem Sylwestrem mieli się udać do Francji. Podróżowali przez Arezzo, a następnie dotarli do Florencji, gdzie spotkali Hugolina z Ostii. Kardynał przekonał Biedaczynę, aby nie opuszczał Umbrii i zaproponował, że zostanie kanoniczym doradcą zakonu i rzecznikiem w Kurii. Ostatecznie do Francji udał się brat Pacyfik. Z powodu braku przygotowania językowego i niechęci miejscowych ludności większość misji zaalpejskich zakończyła się niepowodzeniem. Bracia, którzy z nich powrócili, apelowali do Franciszka, by wystarał się o pisemne zatwierdzenie papieskie. Biedaczyna stanowczo odrzucił te prośby, jednak mnisi zwrócili się o pomoc do Hugolina. Kardynał przyjechał do Asyżu na kapitułę generalną w uroczystość Pięćdziesiątnicy 1218 roku i odprawił mszę, podczas której Franciszek służył jako diakon, co oznacza, że musiał przyjąć święcenia diakonatu między spotkaniem z Hugolinem w 1217 a kapitułą w 1218 roku. Hugolin uzyskał list rekomendacyjny od papieża, dzięki czemu założyciel zakonu mógł udać się w podróż do Ziemi Świętej.
Wokół Zakonu Braci Mniejszych zaczęły się także gromadzić osoby świeckie, które praktykowały formy pokuty, pozostając w stanie laikatu. Był to zalążek utworzenia Trzeciego Zakonu. Pierwotnymi wskazówkami były dla nich dwa listy do wiernych napisane przez Franciszka, dzięki którym mogli oni wypracować franciszkański sposób życia w stanie świeckim.

### Podróż na Bliski Wschód

Róg podarowany Franciszkowi przez sułtana, Sacro Convento w Asyżu

Przed wyruszeniem w podróż wyznaczył braci Mateusza z Narni i Grzegorza z Neapolu, aby go zastępowali podczas nieobecności.  Mateusz miał pozostać w Porcjunkuli, a Grzegorz podróżować po Italii i nadzorować rozwój braci mniejszych poza Asyżem. Franciszek wyruszył wraz z Pietrem Cattanim, najprawdopodobniej przyłączając się do wojska włoskiego, które płynęło, by wspomóc V krucjatę. Gdy przybyli niedaleko Damietty, spotkali się z Eliaszem Bonbaronem, który został tu wysłany wcześniej i nakłonił do wstąpienia do zakonu Cezarego ze Spiry. W 1218 roku trwało oblężenie miasta, podczas którego Franciszek głosił kazania i dzielił się swoimi obawami o pokój w obozie krzyżowców. Wkrótce potem zwrócił się do dowódcy, Pelagia Galvaniego, by ten zezwolił mu na udanie się do obozu Saracenów celem ewangelizacji muzułmanów. Kardynał stanowczo odmówił, lecz po kilku namowach stwierdził, że nie będzie ich zatrzymywał na siłę.
Franciszek i brat Iluminat udali się pod egipskie fortyfikacje, gdzie zostali przejęci przez straż i doprowadzeni przed oblicze sułtana Malika Al-Kamila. Gdy Biedaczyna przedstawił się jako mnich i wyraził chęć nawrócenia wyznawców islamu na chrześcijaństwo, doradcy sułtana nakłaniali go, by zdekapitował braci. Al-Kamil jednak dyskutował długo z zakonnikami, a w debatę zaangażował się także muzułmański teolog i prawnik Fachr ad-Din al-Farisi. Rozmowy przebiegały w dobrej atmosferze, ale żadna ze stron nie zdołała przekonać adwersarza do zmiany wyznania. W związku z tym sułtan nakarmił braci, a następnie kazał żołnierzom deportować ich do linii krzyżowców. Wydarzenie to spowodowało duże zainteresowanie ruchem franciszkańskim i wstąpienie do zakonu m.in.: Kolina Anglika, Michała z kościoła św. Krzyża, Rainera z kościoła św. Michała, Jana z Cambrai, kleryka Henryka i innych. Latem 1219 roku, po około roku pobytu, Franciszek postanowił wrócić do Italii. Zanim to nastąpiło, odwiedził Syrię, jednak pod wpływem wieści, które otrzymał od brata Stefana, zdecydował się przyspieszyć swój powrót.

### Powrót do Asyżu
Okazało się, że Mateusz i Grzegorz, którym powierzono opiekę nad zakonem pod nieobecność założyciela, wprowadzili zmiany stylu życia Braci Mniejszych. Zaostrzyli nakaz postu jakościowego, zabraniając spożywać pokarmów mięsnych (oprócz piątków, także w poniedziałki i soboty). Ponadto w dni niepostne mogli jeść mięso tylko ofiarowane w formie jałmużny, a w środy i piątki mieli powstrzymywać się także od jedzenia nabiału, pod tym samym warunkiem. Oprócz tego brat Filip Długi wystarał się o protekcję papieską dla klarysek (zakonnik miał prawo do nałożenia ekskomuniki na każdego, kto by niepokoił mniszki), wbrew wyraźnemu zakazowi Franciszka. Natomiast brat Jan z Capelli odszedł z zakonu i założył własną wspólnotę posługującą wśród trędowatych.
Biedaczyna powrócił do Asyżu na początku 1220 roku i cofnął wszystkie zmiany wprowadzone przez jego zastępców. Zauważył jednak, że nie jest w stanie otoczyć opieką duchową wszystkich braci, dlatego postanowił zwrócić się o pomoc do papieża. Spotkał się z nim wiosną 1220 roku w Viterbo i poprosił o ustanowienie formalnego kardynała protektora Zakonu Braci Mniejszych. Na wniosek Franciszka, Honoriusz III mianował protektorem Hugolina z Ostii. W tym samym roku papież wysłał także dwa listy, nakazujące biskupom respektowanie i przyjmowanie braci pokutników, a trzeci polecał franciszkanom przyjmować nowych kandydatów do rocznego nowicjatu. Widząc narastające problemy założyciel zakonu, spotkał się jesienią 1220 roku z Hugolinem. Według tradycji, w spotkaniu miał też uczestniczyć Dominik Guzmán, który zaproponował połączenie zakonów, a Franciszek zdecydowanie odrzucił ten pomysł. Biedaczyna miał także wygłosić kazanie przed Kurią Rzymską i radzić się kardynała w sprawie reguły zakonnej. Wcześniej pracował już nad pewnymi zasadami życia zakonnego (opartymi na decyzjach z kapituł generalnych), a z pomocą Cezarego ze Spiry uzupełnił je o fragmenty z Ewangelii. Tekst stanowił szkielet dla reguły niezatwierdzonej.

### Rezygnacja i reguła
Na kapitule 29 września 1220 roku zrezygnował z przewodniczenia zakonowi i przekazał przywództwo Pietro Cattaniemu. Decyzja ta była spowodowana stanem zdrowia Franciszka (cierpiał najprawdopodobniej na czwartaczkę i jaglicze zapalenie spojówek), ale też podyktowana niemożnością zarządzania liczną wspólnotą. Na kolejnej kapitule w 1221 roku, gdzie wikariuszem generalnym był Eliasz Bonbarone (po śmierci Pietra Cattaniego), podjęto decyzję o wysłaniu kolejnej grupy braci do Niemiec. Zgłosiło się około dziewięćdziesięciu ochotników, a poprowadzić ich miał Cezary ze Spiry. Wśród członków grupy byli m.in. Jordan z Giano (kronikarz życia Franciszka), Jan z Pian del Carpine, Tomasz z Celano, Józef z Treviso czy Piotr z Camerino. Wysłano także grupy do Anglii i Irlandii.
Franciszek skupił się także na pracy nad regułą, która musiała być ukończona w 1221 roku, gdyż jej współredaktor – Cezary ze Spiry – udał się na misję do Niemiec. Konieczność ułożenia dokumentu była spowodowana chęcią rezygnacji z kierowania wspólnotą przez Franciszka, powiększaniem się zakonu, a także wymogiem Honoriusza III w sprawie rocznego nowicjatu. Reguła niezatwierdzona powstała jako roboczy dokument, który nie miał charakteru normatywnego. Prawdopodobnie nigdy nie została przedstawiona papieżowi do zatwierdzenia. Również w 1221 roku świeccy pokutnicy spisali swoją regułę, która miała potem stać się podstawą dla Franciszkańskiego Zakonu Świeckich. Pierwsza wspólnota Trzeciego Zakonu została powołana najprawdopodobniej w marcu 1221 roku we Florencji.
Pracę nad drugą regułą Franciszek prowadził po dyskusjach z Hugolinem z Ostii, a także naradach ze współbraćmi. Duży wpływ na kształt reguły mieli też prowincjałowie reprezentujący braci mniejszych z odległych stron. Przy jej redagowaniu Franciszkowi pomagał specjalista prawa kanonicznego, jednak jego tożsamość nie jest znana. Sformalizowany dokument wywoływał u Biedaczyny obawę o powstanie interpretacji i komentarzy, co mogło doprowadzić do wypaczenia pierwotnych założeń. Z tego powodu chciał, aby po jego śmierci bracia mieli kogoś, kto będzie świecił przykładem. Franciszek wskazał Bernarda di Quintavalle. Na kapitule w 1222 roku przedstawił poprawioną wersję reguły zakonnej, a następnie udał się do pustelni w Fonte Colombo. Tam, wraz z braćmi Leonem i Bonizzą z Bolonii, udoskonalał dokument, wprowadzając kolejne poprawki. Ostateczną wersję przedstawił papieżowi, który ją zaaprobował i 29 listopada 1223 wydał bullę „Solet annuere”, gdzie zawarł regułę zatwierdzoną.

### Ostatnie lata
Po ustanowieniu reguły stan zdrowia Franciszka zaczął się pogarszać. Doświadczał bólu i wymagał stałej opieki, jednak pozostawał zaangażowany w działalność zakonu. W połowie grudnia 1223 roku udał się do Greccio, gdzie z pomocą swojego przyjaciela Jana urządził pierwszą w historii bożonarodzeniową szopkę. W tym czasie w zakonie nastąpiły pierwsze wyświęcenia na kapłanów braci, wśród których był Jordan z Giano. Początkowo Biedaczyna był przeciwny takim praktykom, uważając pracę fizyczną za najbardziej odpowiednią dla Braci Mniejszych. Z czasem jednak zaakceptował fakt święceń i zezwolił także na pracę naukową. Wiosną 1224 roku Franciszek przeniósł się z Rieti do pustelni na górze La Verna. Tamże we wrześniu miał otrzymać stygmaty, jednak sam nigdy o nich nie wspominał i zabronił też mówić o nich swoim opiekunom. Dopiero po jego śmierci wikariusz generalny Eliasz Bonbarone ujawnił ten fakt. Przebywając na górze, założyciel zakonu napisał także krótkie Uwielbienie Boga Najwyższego (sygnowane znakiem tau), które przekazał bratu Leonowi.
Z powodu postępującej choroby oczu Franciszek prawie całkiem stracił wzrok. Opiekę nad nim sprawowali bracia: Leon, Rufin, Anioł Tancredi i Jan z Lodi. Zimą 1224 roku zamieszkał w chatce przy kościele San Damiano. Pomimo nalegań brata Eliasza, by przeniósł się gdzieś, gdzie polepszy się jego zdrowie, Franciszek odmówił i pozostał w chacie do wiosny 1225 roku. Najprawdopodobniej wówczas napisał swój testament oraz ułożył pieśń słoneczną. W trakcie jej układania doszło do sporu między biskupem Gwidonem a burmistrzem Asyżu Oportolo Bernardim. Dzięki inspiracji Biedaczyny i wysłaniu czterech braci do skłóconych stron po niedługim czasie adwersarze się pojednali.
Latem 1225 roku Franciszek udał się do pustelni Sant’Eleuterio nieopodal Contigliano. Na polecenie Eliasza i prośbę Hugolina miał poddać się leczeniu (oprócz malarii i jaglicy, cierpiał dodatkowo na puchlinę wodną) w niedalekim Rieti. Lekarz orzekł, że Biedaczyna musi poddać się zabiegowi kauteryzacji, który nie przyniósł jednak poprawy. Asyżanin był przenoszony do pałacu biskupiego, a następnie do San Fabiano, gdzie został do początku 1226 roku. Wówczas udał się do Sieny, gdzie miał się dalej leczyć, jednak i to nie poskutkowało. Latem 1226 roku jego stan chwilowo się poprawił, więc wrócił do Porcjunkuli, przez pewien czas pozostając w pałacu biskupa Asyżu.

### Śmierć i pogrzeb
W połowie września 1226 roku, na własną prośbę, powrócił do Porcjunkuli. Tam napisał list do swojej przyjaciółki Jakubiny Settesoli, w którym prosił, by przybyła się z nim pożegnać. W swoich ostatnich dniach pobłogosławił swoich braci, prosząc, żeby przy nim czuwali (zwłaszcza brat, który był kapłanem i brat, który przed wstąpieniem do zakonu był lekarzem). 3 października 1226 roku Franciszek poprosił braci, by założyć mu włosiennicę i położyć na posypanej popiołem ziemi, a następnie zmarł.
Kondukt żałobny, przenosząc ciało Biedaczyny, zaniósł je do kościoła św. Damiana, aby Klara oraz jej siostry mogły się z nim pożegnać. Następnie ciało przeniesiono do kościoła San Giorgio, gdzie zostało pochowane. 25 maja 1230 roku szczątki Franciszka zostały przeniesione i pochowane w świeżo zbudowanej bazylice św. Franciszka.

## Kult

### Patronat
Franciszek jest patronem: franciszkanów, franciszkanów konwentualnych, kapucynów, klarysek, klarysek kapucynek, koletanek, bernardynek, albertynów, tercjarzy franciszkańskich, Włoch, Asyżu, Bazylei, aktorów, niewidomych, pokoju, robotników, tapicerów, ubogich, więźniów, ekologów , ekologii, Akcji Katolickiej i Arcybractwa Straży Honorowej Najświętszego Serca Pana Jezusa.
13 marca 2013 roku św. Franciszek stał się patronem kardynała Jorgego Bergoglia, który jako pierwszy w historii przyjął po wyborze na papieża imię Franciszek.

### Dzień obchodów

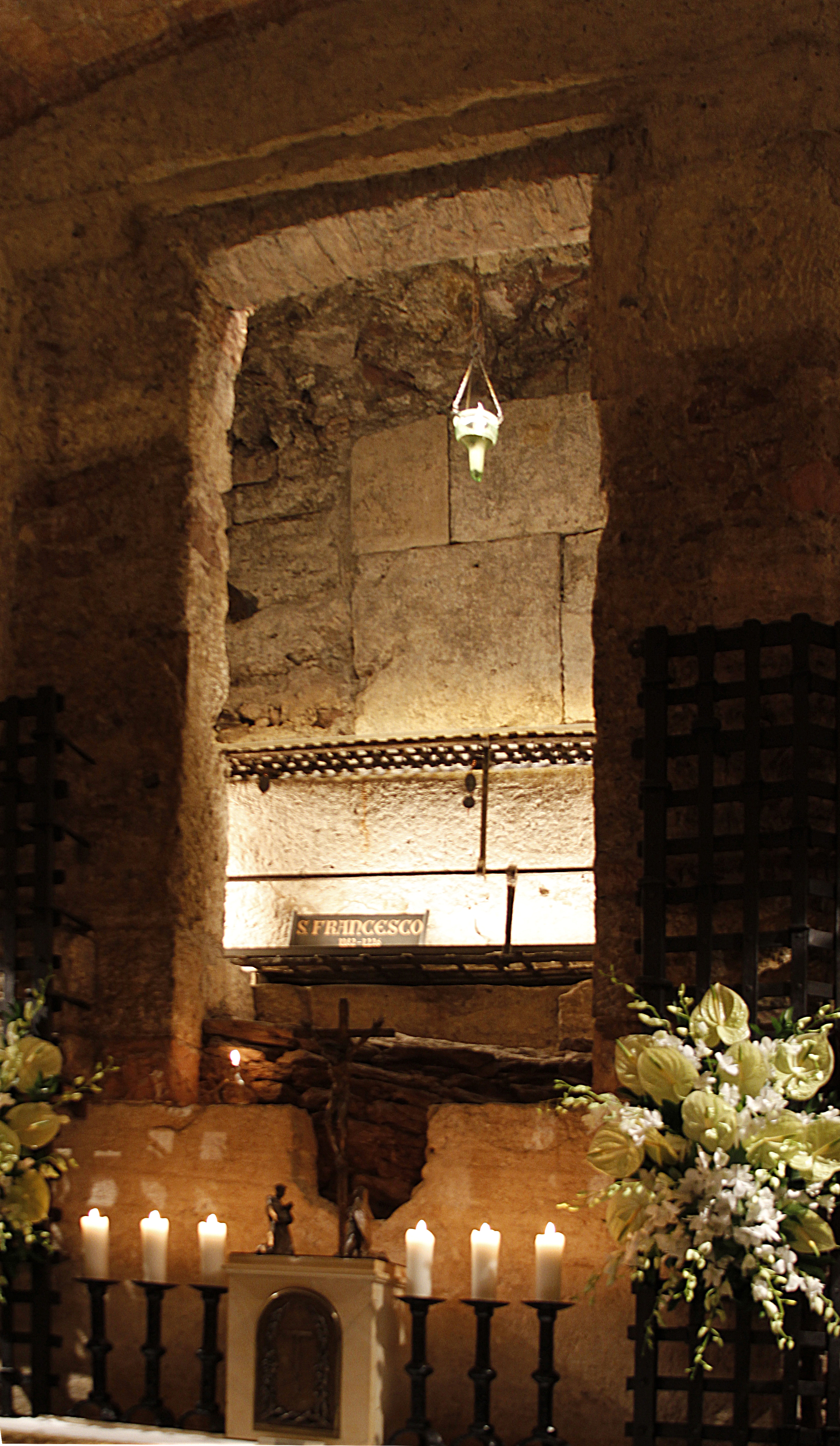
Grób Franciszka w Asyżu

Kościół katolicki obchodzi wspomnienie św. Franciszka 4 października . Zakon franciszkański rozpoczyna uroczystą celebrację tego wspomnienia wieczorem dnia poprzedniego, nabożeństwem zwanym Transitus.
Poza 4 października kalendarz liturgiczny rodziny franciszkańskiej odnotowuje następujące wspomnienia związane z życiem św. Franciszka z Asyżu:
- 23 maja – święto poświęcenia asyskiej bazyliki św. Franciszka[162]
- 2 sierpnia – Odpust Porcjunkuli[163]
- 17 września – święto Stygmatów św. Franciszka[164]
- 29 listopada – Wszystkich Świętych Zakonu Serafickiego[165]

Świętego wspominają również Kościoły ewangelickie (3 albo 4 października) i anglikańskie (4 października).
W dniu wspomnienia św. Franciszka obchodzony jest Światowy Dzień Zwierząt.

### Kanonizacja
16 lipca 1228 roku, podczas konsystorza, Grzegorz IX ogłosił Kolegium Kardynałów, że zamierza kanonizować Franciszka. W liście napisał, że było wystarczająco dużo świadków świętego życia asyżanina, że nie potrzeba dodatkowych dowodów na cuda. Trzy dni później papież wydał bullę kanonizacyjną Mira circa nos, w której publicznie ogłosił swoją decyzję.

## Źródła franciszkańskie
Badacze życia i duchowości Franciszka posługiwali się XIII-wiecznymi manuskryptami, stworzonymi przez pierwszych towarzyszy świętego. Jeszcze za życia Biedaczyny z Asyżu, a zwłaszcza po jego śmierci ukształtował się podział wśród franciszkanów, które podzieliły się na stronnictwa konwentuałów (zwolenników złagodzonej wersji Reguły) i spirytuałów (zwolennicy surowości, nieprzychylni papiestwu). Spór ten spowodował trudności ze sporządzeniem jednolitej biografii założyciela zakonu. Kapituła generalna postanowiła zlecić to zadanie generałowi franciszkanów Bonawenturze z Bagnoregio. Dzięki temu powstał w 1263 roku Życiorys większy. Krótko później została także wydana wersja skrócona, na potrzeby chóru – Życiorys mniejszy. W 1266 roku kapituła zakazała czytać jakichkolwiek innych życiorysów Franciszka, nakazując także ich niszczenie.
Dzięki pracy bollandystów, w 1768 roku udało się odzyskać część manuskryptów, w tym Życiorys pierwszy oraz Relację trzech towarzyszy, autorstwa Tomasza z Celano. Pozwoliło to na głębszą analizę biografii Franciszka, gdyż historycy, jak np. Jacques Le Goff czy Raoul Manselli, uważają dzieło Bonawentury za mało wartościowe. Ponadto, w pierwszej połowie XIV wieku Bartolomeo Albizzi napisał dewocyjny tekst, którym często uzupełniano Życiorys większy (z aprobatą kapituły generalnej). W 1244 roku Krescencjusz z Jesi wymógł na Tomaszu z Celano, by napisał drugą biografię Franciszka dla braci, którzy nie mieli okazji go poznać. W spisaniu Życiorysu drugiego pomogli mu bracia Rufin, Anioł i Leon. Poza tym ważną rolę w badaniach nad Franciszkiem odegrały: Sacrum Commercium beati Francisci cum domina Paupertate, Kwiatki św. Franciszka i Zwierciadło doskonałości brata Leona, Anonim z Perugii oraz świadectwa biskupa Akki Jacques’a de Vitry.

## Pisma
Franciszkowi przypisywane jest m.in. autorstwo: Reguły niezatwierdzonej (1221), Reguły zatwierdzonej (1223), Testamentu (1226), Pieśni słonecznej, Pozdrowienia błogosławionej Maryi Dziewicy. Był także autorem, składających się z 28 punktów, Napomnień, Zachęty do uwielbienia Boga, Wykładu modlitwy Ojcze Nasz, Oficjum o Męce Pańskiej, Modlitw pochwalnych odmawianych przy wszystkich Godzinach, Modlitwy odmówionej przed krucyfiksem i Pozdrowienia cnót.
Napisał również wiele listów (m.in. do Klary z Asyżu, brata Leona czy Antoniego z Padwy), lecz większość oryginałów korespondencji się nie zachowała. Jednymi z ważniejszych były dwa listy do duchownych, w których nawoływał do godnego czczenia sakramentu Eucharystii. Krytykował w nich także sposób przechowywania i spożywania hostii. Jednocześnie okazywał cześć duchownym, którzy mogli dokonywać konsekracji eucharystycznej. Pierwszy list przyniósł skutek – 22 listopada 1219 roku Honoriusz III wydał dwa dekrety, w których nakazał przechowywanie hostii w godnych naczyniach liturgicznych i nakładania odpowiednich szat przez duchownych. W drugim liście przypomniał zasady określone w pierwszym, powołując się również na dekrety papieskie. Tę samą treść zawarł także w dwóch okólnikach do kustoszów zakonnych.
W liście do rządców narodów Franciszek przypominał o śmierci, sądzie ostatecznym i konieczności przyjmowania Eucharystii. Wiosną 1220 roku napisał także list do wiernych, który był uaktualnieniem listu z roku 1210. W pierwszej części, którą adresował do praktykujących chrześcijan, podkreślał znaczenie pokuty, ubóstwa, przyjmowania komunii, miłości Boga i bliźniego oraz gardzenia własnym ciałem, stawiając ponadto samoofiarowanie Jezusa jako wzór do naśladowania. Drugą część listu skierował do wiernych niepraktykujących i zaniedbujących wiarę, wyrażając w niej pogardę dla osób religijnie obojętnych bądź wrogich chrześcijaństwu i nazywając je „przeklętymi”. Przyczyną powstania tych listów był rozkwit zakonu, połączony z niemożliwością odwiedzenia wszystkich.
Jednym z najważniejszych listów jest list do całego zakonu, napisany po 1220 roku. Biedaczyna zachęca w nim do posłuszeństwa wobec Boga, przypomina o obowiązku respektowania Najświętszego Sakramentu, a wyświęconym kapłanom przypomina o obowiązku sprawowania mszy i transsubstancjacji z należytą czystością i świętością. W liście tym Franciszek oskarża samego siebie, przyznając się do zaniedbań względem przestrzegania reguły.

## Duchowość
Duchowość Franciszka skupia się przede wszystkim na wiernym naśladowaniu Chrystusa cierpiącego i ukrzyżowanego (chrystocentryzm). Polega to na doświadczeniu ubóstwa, bólu, wyobcowania i samotności dla osiągnięcia duchowego zjednoczenia z Jezusem i przezwyciężenia grzechu. Wyróżniającym się elementem jest ubóstwo – oddanie majątku i wyrzeczenie się wszystkiego co się posiada. Sprowadzało się to często do ascetycznych umartwień, np. postu czy jałmużny. Surowość odzienia wynikała ze słów Ewangelii, którą starał się wiernie naśladować. Drugą bardzo istotną cechą była pokuta, rozumiana jako uczynek miłosierdzia i umniejszenie samego siebie na wzór Jezusa. Franciszek łączy to z radością życia i uwielbieniem Boga i wszystkiego co stworzył. Podkreśla, że do osiągnięcia zbawienia nie wystarczy przestrzegać przykazań (łac. praecepta), ale trzeba też być posłusznym radom (łac. consilia) Chrystusa. Oznacza to miłość do Jezusa, a przez to – miłość do bliźniego.
Jego postawa wobec kapłanów (nawet grzeszników) była wypełniona szacunkiem i podziwem, ze względu na to, że mogli oni dokonywać konsekracji ciała Chrystusa. Wobec własnego ciała miał stosunek ambiwalentny – z jednej strony traktował je jak dzieło Boże, które może prowadzić do dobrego, z drugiej zaś jako mającą skłonność do grzechu „celę duszy”.
Za przyczynę zła nie uważał szatana (którego określał „żandarmem Pana”), lecz człowieka, który sprzeciwił się Bogu z powodu uporu i pychy. Twierdził, że wysłanie Syna Bożego na Ziemię, a następnie poniesiona przez niego ofiara, zakończona śmiercią krzyżową, były aktem najwyższej miłości Boga do człowieka. Podkreślał także stałą obecność Maryi w życiu. Twierdził, że zło i grzech można zwyciężyć tylko przez miłość, której nauczył ludzi Chrystus.

## W kulturze

### Ikonografia
Św. Franciszek przedstawiany jest w habicie franciszkańskim lub w szacie pokutnej. Jego atrybutami są: baranek, czaszka, Jezus zstępujący z krzyża, krzyż, księga – reguła, kula ziemska zwieńczona krzyżem, wilk, róże, ptaki, ryba w ręku, stygmaty, grecka litera tau.
W ikonografii Biedaczyna z Asyżu przedstawiany jest jako mnich z tonsurą, w brązowym habicie z kapturem, przepasanym białym sznurem z trzema węzłami, które symbolizują trzy składane przez braci mniejszych śluby: posłuszeństwa, ubóstwa i czystości . Na wielu wizerunkach Franciszek trzyma w ręku krucyfiks, a u jego stóp znajduje się czaszka – symbole pokuty i umartwienia . Artyści niejednokrotnie ukazują go ze stygmatami na dłoniach, stopach i boku. Motyw ten jest wykorzystywany w sztuce sakralnej i architektonicznej kościołów, zwłaszcza wśród reformatów.
Do najstarszych przedstawień Franciszka z Asyżu należy cykl fresków Giotta w bazylice św. Franciszka (ok. 1296–1300), który wzorował się na życiorysach spisanych przez Tomasza z Celano i Bonawenturę z Bagnoregio. Przedstawiał on m.in. Biedaczynę klęczącego na jednym kolanie, z rękoma wzniesionymi ku Jezusowi.
Franciszek jest także często ukazywany jako orędownik grzeszników w obrazach gniewu Bożego, m.in. w Speculum humanae salvationis. Rozwój tego rodzaju sztuki miał miejsce w XIV wieku podczas pandemii dżumy. Około 100 lat później włoski malarz Niccolò di Liberatore przedstawił na obrazie „Sztandar procesyjny” Franciszka, który wraz z innymi świętymi: biskupami – patronami Asyżu Rufinem i Wiktorynem, Klarą oraz Sebastianem i Rochem – patronami chroniącymi przed zarazą, prosi o powstrzymanie gniewu Bożego. W baroku Peter Paul Rubens namalował obraz przedstawiający Franciszka i Matkę Boską, którzy ochraniają kulę ziemską przed Jezusem celującym w nią strzałami. Drugie dzieło flamandzkiego malarza przedstawia świętych Franciszka i Dominika, którzy chronią Ziemię przed gniewem Chrystusa, w orszaku innych świętych.
Częstym motywem w sztuce na przestrzeni wieków było przedstawianie Biedaczyny z Asyżu i Dominika Guzmána jako świętych podtrzymujących bazylikę laterańską, co wywodzi się z legendy o śnie papieża Innocentego III. W XVI wieku Francesco Francia, przy współudziale syna Giacoma, namalował obraz „Madonna z Dzieciątkiem i św. Franciszkiem”, na którym Jezus wskazuje stygmaty Franciszka, co ma podkreślać ich autentyczność. Ten sam fakt wyeksponował także XVII-wieczny malarz Giovanni Francesco Barbieri w obrazie „Św. Franciszek słuchający muzyki anielskiej” i XIX-wieczny twórca Stanisław Wyspiański na witrażu „Stygmatyzacja św. Franciszka”.
Stygmaty, ale także silne uduchowienie, były tematem wielu dzieł El Greca, np. „Święty Franciszek w ekstazie”. W dziełach XX-wiecznych Franciszek najczęściej przedstawiany jest jako patron natury i ekologii.

### Literatura
Rozwój historiografii franciszkańskiej rozpoczął się w drugiej połowie XIX wieku. W 1882 roku Leon XIII wydał encyklikę Auspicato Concessum (o życiu Biedaczyny), a dwanaście lat później Paul Sabatier napisał pierwszą nowożytną biografię Franciszka. Ponadto powstały książki biograficzne i beletrystyczne, takie jak: St. Francis of Assisi Gilberta Keitha Chestertona (1900), Den hellige Frans af Assisi; en Levnedsskildring Johannesa Jørgensena (1907), De harp van Sint Franciscus Felixa Timmermansa (ok. 1913), Bruder Feuer Luise Rinser (1960), Frère François Juliena Greena (1983) czy François d’Assise : entre histoire et mémoire André Vaucheza (2010).

### Filmy
Życie Franciszka stało się kanwą do nakręcenia filmów biograficznych, takich jak:
- Franciszek, kuglarz boży – film biograficzny, reż. Roberto Rossellini (1950)[227]
- Franciszek z Asyżu – film biograficzny, reż. Michael Curtiz (1961)[228]
- Franciszek z Asyżu – film biograficzny, reż. Liliana Cavani (1966)[229]
- Brat Słońce, siostra Księżyc – film biograficzny, reż. Franco Zeffirelli (1972)[230]
- Franciszek – film biograficzny, reż. Liliana Cavani (1989)[231]
- Święty Franciszek z Asyżu – film biograficzny, reż. Michele Soavi (2002)[232]
- Święta Klara i święty Franciszek – film biograficzny, reż. Fabrizio Costa (2007)[233]
- Brat ogień – animowany serial biograficzny (2009)[234]

### Muzyka
Życie Biedaczyny było również inspiracją dla muzyków. W 1976 roku Juliusz Łuciuk stworzył oratorium Franciszek z Asyżu na sopran, tenor, baryton, chór mieszany i orkiestrę symfoniczną.  Osiem lat później roku Olivier Messiaen skomponował operę Święty Franciszek z Asyżu, napisaną do własnego libretta. W 1991 roku powstał włoski musical zatytułowany Forza venite gente, autorstwa Maria Castellacciego. Polski musical Francesco, stworzony przez Piotra Dziubka, miał premierę w 2007 roku. Rok później Roman Kołakowski skomponował kantatę Florilegium – Pieśni św. Franciszka z okazji 800-lecia istnienia Zakonu Braci Mniejszych. 16 października 2013 roku w katowickim Spodku zorganizowano widowisko Franciszek – wezwanie z Asyżu, będące estradową adaptacją spektaklu „Pieśń o św. Franciszku” wystawianego w teatrze „A” w Gliwicach. Tego samego roku Siewcy Lednicy nagrali piosenkę Tango Francesco na cześć nowo wybranego papieża, której tekst powstał na podstawie modlitwy św. Franciszka.